# Šas
Šas este un sat din comuna Ulcinj, Muntenegru. Conform datelor de la recensământul din 2003, localitatea are 268 de locuitori (la recensământul din 1991 erau 355 de locuitori).

## Demografie
În satul Šas locuiesc 196 de persoane adulte, iar vârsta medie a populației este de 38,0 de ani (37,6 la bărbați și 38,4 la femei). În localitate sunt 63 de gospodării, iar numărul mediu de membri în gospodărie este de 4,25.
|  |

| Demografie | Demografie | Demografie |
| An         | Locuitori  | Locuitori  |
| ---------- | ---------- | ---------- |
|            |            |            |
|            |            |            |
|            |            |            |
|            |            |            |
| 1948       | 207        |            |
| 1953       | 226        |            |
| 1961       | 249        |            |
| 1971       | 277        |            |
| 1981       | 329        |            |
| 1991       | 355        | 270        |
| 2003       | 414        | 268        |

| \| Componența etnică conform recensământului din 2003[2] \| Componența etnică conform recensământului din 2003[2] \| Componența etnică conform recensământului din 2003[2] \| Componența etnică conform recensământului din 2003[2] \| Componența etnică conform recensământului din 2003[2] \| \| ----------------------------------------------------- \| ----------------------------------------------------- \| ----------------------------------------------------- \| ----------------------------------------------------- \| ----------------------------------------------------- \| \| \| \| \| \| \| \| Albanezi \| Albanezi \| \| 268 \| 100% \| \| necunoscută \| necunoscută \| \| 0 \| 0% \| |             |  |     |      |
| Componența etnică conform recensământului din 2003 |             |  |     |      |
| |             |  |     |      |
| Albanezi | Albanezi    |  | 268 | 100% |
| necunoscută | necunoscută |  | 0   | 0%   |